# (847) Agnia
(847) Agnia – planetoida z pasa głównego asteroid okrążająca Słońce w ciągu 4 lat i 236 dni w średniej odległości 2,78 au. Została odkryta 2 września 1915 roku w Obserwatorium Simejiz na górze Koszka na Półwyspie Krymskim przez Grigorija Nieujmina. Nazwa została nadana na cześć Agnii Iwanowny Badiny (1877–1956), rosyjskiej lekarki z miejscowości Simejiz. Przed nadaniem nazwy planetoida nosiła oznaczenie tymczasowe (847) 1915 XX.